# Calyptoproctus fuscipennis
Calyptoproctus fuscipennis är en insektsart som beskrevs av William Lucas Distant 1906. Calyptoproctus fuscipennis ingår i släktet Calyptoproctus och familjen lyktstritar. Inga underarter finns listade i Catalogue of Life.